# Shimabara
Shimabara (島原市?) è una città giapponese della prefettura di Nagasaki.